# Choňkovce
Choňkovce jsou obec na Slovensku. Nacházejí se v Košickém kraji, v okrese Sobrance. Obec má rozlohu 18,32 km² a leží v nadmořské výšce 218 metrů.

## Dějiny
Rozsáhlá oblast pod Vihorlatem se po uherském záboru stala královským majetkem. Ve 12. století se postupně dostala do soukromých rukou a stala se šlechtickým majetkem – vlastnil ji bán Apa a neznámý Tyba. Ve 13. století oba rozsáhlé majetky soustředili do svých rukou páni z Michalovců. Ondřej a Jakub II., synové Jakuba I., si v roce 1290 koupili za 300 marek statek v Tibavě, a tak rozšířili své majetky i do těchto oblastí. Samotné Choňkovce se poprvé připomínají v roce 1409, a to v listině užského župana, v níž je vesnice uvedena jako Hunkolch. Byla součástí panství tibavského hradu. Obyvatelé vsi se zabývali zemědělstvím a dřevorubectvím.

## Přírodní poměry
Obec se nachází na severovýchodním okraji Potiské nížiny, severovýchodně od Sobranců, v údolí Choňkovského potoka.

## Hospodářství
V obci sídlí Zemědělské družstvo Vinohrady, které zaměstnává i obyvatele okolních obcí. V Choňkovcích se nachází pošta, kulturní dům s knihovnou, mateřská a základní škola, a dům smutku.

## Pamětihodnosti
V obci se nacházejí tři chrámy: řeckokatolický barokní chrám, který je kulturní památkou, římskokatolický kostel a pravoslavný chrám. Severovýchodně od vsi se dochovaly nevelké zbytky choňkoveckého hradu.